# Atarib (dystrykt)
Atarib – jedna z 10 jednostek administracyjnych drugiego rzędu (dystrykt) muhafazy Aleppo w Syrii. Powstał w roku 2008, gdy z dystryktu Dżabal Siman wydzielono gminę Atarib.
W 2004 roku obszar obecnego dystryktu zamieszkiwało 76 962 osób.